# Steve Persons
Steve Persons (ur. 12 marca 1970) – amerykański snowboardzista. Nie startował na igrzyskach olimpijskich ani na mistrzostwach świata w snowboardzie. Najlepsze wyniki w Pucharze Świata osiągnął w sezonie 1994/1995, kiedy to zajął 4. miejsce w klasyfikacjach giganta i slalomu.
W 1998 r. zakończył karierę.

## Sukcesy

### Puchar Świata

#### Miejsca w klasyfikacji generalnej
- 1994/1995 - -
- 1995/1996 - 21.
- 1996/1997 - 32.
- 1997/1998 - 85.

#### Miejsca na podium
1. Alts – 2 lutego 1995 (Gigant) - 1. miejsce
2. Mount Bachelor – 8 lutego 1995 (Gigant) - 2. miejsce
3. Breckenridge – 14 lutego 1995 (Gigant) - 1. miejsce
4. Breckenridge – 15 lutego 1995 (Slalom) - 2. miejsce
5. Calgary – 24 lutego 1995 (Slalom) - 1. miejsce
6. Bardonecchia – 10 grudnia 1995 (Gigant) - 3. miejsce
7. Zell am See – 23 listopada 1996 (Snowcross) - 2. miejsce
8. Sestriere – 6 grudnia 1996 (Gigant) - 2. miejsce
9. Whistler – 12 grudnia 1996 (Supergigant) - 1. miejsce
10. Whistler – 13 grudnia 1996 (Gigant) - 3. miejsce

- W sumie 4 zwycięstwa, 4 drugie i 2 trzecie miejsca.